# Presidenti della Provincia di Ragusa
Elenco dei presidenti dell'amministrazione della Provincia di Ragusa.

## Regno d'Italia (1927–1946)

### Presidenti della Deputazione provinciale (1927–1929)
| Nº | Nº | Ritratto | Nome                                         | Mandato         | Mandato        | Partito                    |
| Nº | Nº | Ritratto | Nome                                         | Inizio          | Fine           | Partito                    |
| -- | -- | -------- | -------------------------------------------- | --------------- | -------------- | -------------------------- |
| –  |    |          | Guglielmo Casale (Commissario straordinario) | 16 gennaio 1927 | 15 luglio 1928 | Partito Nazionale Fascista |
| –  |    |          | Diodato Mangieri (Commissario straordinario) | 16 luglio 1928  | 26 luglio 1928 | Partito Nazionale Fascista |
| –  |    |          | Annibale Fergola (Commissario straordinario) | 27 luglio 1928  | 1 giugno 1929  | Partito Nazionale Fascista |

### Presidi del Rettorato (1929–1943)
| Nº | Nº | Ritratto | Nome                                       | Mandato         | Mandato        | Partito                    |
| Nº | Nº | Ritratto | Nome                                       | Inizio          | Fine           | Partito                    |
| -- | -- | -------- | ------------------------------------------ | --------------- | -------------- | -------------------------- |
| 1  |    |          | Giuseppe Corallo                           | 2 giugno 1929   | 8 aprile 1932  | Partito Nazionale Fascista |
| –  |    |          | Salvatore Azzaro (Commissario prefettizio) | 9 aprile 1932   | 5 luglio 1932  | Partito Nazionale Fascista |
| –  |    |          | Michele Gaglié (Commissario prefettizio)   | 6 luglio 1932   | 9 ottobre 1932 | Partito Nazionale Fascista |
| –  |    |          | Salvatore Azzaro (Commissario prefettizio) | 10 ottobre 1932 | luglio 1933    | Partito Nazionale Fascista |
| 2  |    |          | Salvatore Spadola                          | luglio 1933     | gennaio 1937   | Partito Nazionale Fascista |
| 3  |    |          | Giorgio Turlà                              | gennaio 1937    | marzo 1940     | Partito Nazionale Fascista |
| 4  |    |          | Giovanni Arezzi                            | marzo 1940      | novembre 1940  | Partito Nazionale Fascista |
| 5  |    |          | Dionisio Moltisanti                        | novembre 1940   | dicembre 1943  | Partito Nazionale Fascista |

### Presidenti della Deputazione provinciale (1943–1947)
| Nº | Nº | Ritratto | Nome           | Mandato       | Mandato     | Partito                     |
| Nº | Nº | Ritratto | Nome           | Inizio        | Fine        | Partito                     |
| -- | -- | -------- | -------------- | ------------- | ----------- | --------------------------- |
| 1  |    |          | Giovanni Lupis | dicembre 1943 | aprile 1947 | Partito Socialista Italiano |

## Repubblica Italiana (1946–2015)

### Delegati regionali (1947–1970)
| Nº  | Nº | Ritratto | Nome                                         | Mandato        | Mandato        | Partito |
| Nº  | Nº | Ritratto | Nome                                         | Inizio         | Fine           | Partito |
| --- | -- | -------- | -------------------------------------------- | -------------- | -------------- | ------- |
| 1   |    |          | Innocenzo Marchese                           | aprile 1947    | gennaio 1950   | –       |
| 2   |    |          | Salvatore Migliorisi                         | gennaio 1950   | luglio 1954    | –       |
| 3   |    |          | Giambattista Schininà                        | luglio 1954    | aprile 1959    | –       |
| 4   |    |          | Claudio Arezzi                               | aprile 1959    | febbraio 1960  | –       |
| 5   |    |          | Gaetano Battaglia                            | febbraio 1960  | maggio 1960    | –       |
| (3) |    |          | Giambattista Schininà                        | maggio 1960    | luglio 1962    | –       |
| –   |    |          | Renato Catalano (Commissario regionale)      | luglio 1962    | settembre 1964 | –       |
| –   |    |          | Giuseppe La Rosa (Commissario straordinario) | settembre 1964 | luglio 1968    | –       |
| –   |    |          | Giuseppe Scifo (Commissario straordinario)   | luglio 1968    | giugno 1970    | –       |

### Presidenti della Provincia (1970–2012)

#### Eletti dal Consiglio provinciale (1970–1994)
| Nº  | Nº | Ritratto | Nome                 | Mandato          | Mandato           | Partito                            |
| Nº  | Nº | Ritratto | Nome                 | Inizio           | Fine              | Partito                            |
| --- | -- | -------- | -------------------- | ---------------- | ----------------- | ---------------------------------- |
| 1   |    |          | Giuseppe Scifo       | giugno 1970      | 22 luglio 1985    | Democrazia Cristiana               |
| 2   |    |          | Emanuele Giudice     | 23 luglio 1985   | 24 marzo 1986     | Democrazia Cristiana               |
| 3   |    |          | Sebastiano Giucastro | 24 marzo 1986    | 24 febbraio 1987  | Democrazia Cristiana               |
| (2) |    |          | Emanuele Giudice     | 24 febbraio 1987 | 4 maggio 1988     | Democrazia Cristiana               |
| 4   |    |          | Giuseppe Sammito     | 4 maggio 1988    | 10 luglio 1989    | Democrazia Cristiana               |
| 5   |    |          | Concetta Vindigni    | 10 luglio 1989   | 18 ottobre 1991   | Partito Socialista Italiano        |
| 6   |    |          | Antonino Scivoletto  | 19 novembre 1991 | 24 settembre 1992 | Partito Socialista Italiano        |
| 7   |    |          | Vincenzo Manenti     | 21 novembre 1992 | 7 giugno 1993     | Democrazia Cristiana               |
| 8   |    |          | Giuseppe Lonatica    | 2 agosto 1993    | 28 giugno 1994    | Partito Democratico della Sinistra |

#### Eletti direttamente dai cittadini (1994–2012)
| Nº | Nº             | Ritratto        | Nome                                     | Mandato          | Mandato          | Partito          | Elezione |
| Nº | Nº             | Ritratto        | Nome                                     | Inizio           | Fine             | Partito          | Elezione |
| -- | -------------- | --------------- | ---------------------------------------- | ---------------- | ---------------- | ---------------- | -------- |
| 9  |                |                 | Giovanni Mauro                           | 28 giugno 1994   | 27 maggio 1998   | Forza Italia     | 1994     |
| 9  | 27 maggio 1998 | 8 novembre 2000 | Giovanni Mauro                           | 1998             |                  | Forza Italia     |          |
| –  |                |                 | Fulvio Manno (Commissario straordinario) | 8 novembre 2000  | 28 novembre 2001 | —                | —        |
| 10 |                |                 | Giovanni Francesco Antoci                | 28 novembre 2001 | 15 maggio 2007   | Unione di Centro | 2001     |
| 10 | 15 maggio 2007 | 18 maggio 2012  | Giovanni Francesco Antoci                | 2007             |                  | Unione di Centro |          |

### Commissari straordinari regionali (2012–2015)
| Nominativo          | Mandato          | Mandato          |
| Nominativo          | Inizio           | Fine             |
| ------------------- | ---------------- | ---------------- |
| Giovanni Scarso     | 18 maggio 2012   | 19 febbraio 2014 |
| Carmela Floreno     | 19 febbraio 2014 | 3 novembre 2014  |
| Girolamo Ganci      | 3 novembre 2014  | 1º dicembre 2014 |
| Dario Cartabellotta | 1º dicembre 2014 | 8 aprile 2015    |
| Girolamo Ganci      | 8 aprile 2015    | 24 aprile 2015   |
| Dario Cartabellotta | 24 aprile 2015   | 4 agosto 2015    |